# کورموشان
کورموشان (نام علمی: Talpidae) نام یک تیره از راسته حشره‌خوارسانان است.